# Alopecosa xilinensis
Alopecosa xilinensis là một loài nhện trong họ Lycosidae.
Loài này thuộc chi Alopecosa. Alopecosa xilinensis được Peng et al miêu tả năm 1997..